# Open 13 Provence 2024 - Doppio
Il doppio maschile del torneo di tennis professionistico Open 13 Provence 2024, facente parte della categoria ATP Tour 250 nell'ambito dell'ATP Tour 2024, si è giocato al Palais des Sports di Marsiglia, in Francia, dal 5 all'11 febbraio 2024. Tra i partecipanti non erano presenti Santiago González ed Édouard Roger-Vasselin, i detentori del titolo.
In finale Tomáš Macháč e Zhang Zhizhen hanno sconfitto Patrik Niklas-Salminen ed Emil Ruusuvuori con il punteggio di 6-3, 6-4.

## Teste di serie
1. Jean-Julien Rojer /  Michael Venus (primo turno)
2. Harri Heliövaara /  John Peers (quarti di finale)

1. Alexander Erler /  Lucas Miedler (semifinale, ritirati)
2. Yuki Bhambri /  Robin Haase (primo turno)

## Wildcard
1. Pierre-Hugues Herbert /  Grégoire Jacq (primo turno)

1. Harold Mayot /  Lucas Pouille (ritirati)

## Alternate
1. Sander Arends /  Sem Verbeek (quarti di finale)

## Tabellone

### Legenda
| - Q = Qualificato - WC = Wild card - LL = Lucky loser | - ALT = Alternate - SE = Special Exempt - PR = Protected Ranking | - w/o = Walkover - r = Ritirato - d = Squalificato |

|  | Primo turno | Primo turno                    | Primo turno                    | Primo turno | Primo turno |  |  | Quarti di finale | Quarti di finale               | Quarti di finale               | Quarti di finale  | Quarti di finale  |   |      | Semifinali | Semifinali                             | Semifinali                             | Semifinali                 | Semifinali                 |   |   | Finale | Finale | Finale | Finale | Finale |  |
|  |             |                                |                                |             |             |  |  |                  |                                |                                |                   |                   |   |      |            |                                        |                                        |                            |                            |   |   |        |        |        |        |        |  |
|  | 1           | J-J Rojer M Venus              | J-J Rojer M Venus              | 5           | 3           |  |  |                  |                                |                                |                   |                   |   |      |            |                                        |                                        |                            |                            |   |   |        |        |        |        |        |  |
|  |             | A Mies J-P Smith               | A Mies J-P Smith               | 7           | 6           |  |  |                  | A Mies J-P Smith               | A Mies J-P Smith               | 4                 | 4                 |   |      |            |                                        |                                        |                            |                            |   |   |        |        |        |        |        |  |
|  |             | P Niklas-Salminen E Ruusuvuori | P Niklas-Salminen E Ruusuvuori | 6           | 7           |  |  |                  | P Niklas-Salminen E Ruusuvuori | P Niklas-Salminen E Ruusuvuori | 6                 | 6                 |   |      |            |                                        |                                        |                            |                            |   |   |        |        |        |        |        |  |
|  |             | R Arneodo J Eysseric           | R Arneodo J Eysseric           | 2           | 64          |  |  |                  |                                |                                |                   |                   |   |      |            | P Niklas-Salminen E Ruusuvuori         | P Niklas-Salminen E Ruusuvuori         | 4                          |                            |   |   |        |        |        |        |        |  |
|  | 3           | A Erler L Miedler              | 4                              | 7           | [11]        |  |  |                  |                                | 3                              | A Erler L Miedler | A Erler L Miedler | 2 | r    |            |                                        |                                        |                            |                            |   |   |        |        |        |        |        |  |
|  |             | N Ćaćić D Molčanov             | 6                              | 5           | [9]         |  |  | 3                | A Erler L Miedler              | A Erler L Miedler              | 6                 | 6                 |   |      |            |                                        |                                        |                            |                            |   |   |        |        |        |        |        |  |
|  |             | A Olivetti T-S Weissborn       | 4                              | 6           | [8]         |  |  |                  | B Stevens P Tsitsipas          | B Stevens P Tsitsipas          | 2                 | 3                 |   |      |            |                                        |                                        |                            |                            |   |   |        |        |        |        |        |  |
|  |             | B Stevens P Tsitsipas          | 6                              | 4           | [10]        |  |  |                  |                                |                                |                   |                   |   |      |            | Patrik Niklas-Salminen Emil Ruusuvuori | Patrik Niklas-Salminen Emil Ruusuvuori | 3                          | 4                          |   |   |        |        |        |        |        |  |
|  | Alt         | S Arends S Verbeek             | S Arends S Verbeek             | 6           | 6           |  |  |                  |                                |                                |                   |                   |   |      |            |                                        |                                        | Tomáš Macháč Zhang Zhizhen | Tomáš Macháč Zhang Zhizhen | 6 | 6 |        |        |        |        |        |  |
|  |             | I Ljutarevič A Ševčenko        | I Ljutarevič A Ševčenko        | 0           | 1           |  |  | Alt              | S Arends S Verbeek             | 7                              | 3                 | [8]               |   |      |            |                                        |                                        |                            |                            |   |   |        |        |        |        |        |  |
|  |             | V Kirkov S Korda               | 1                              | 6           | [12]        |  |  |                  | V Kirkov S Korda               | 5                              | 6                 | [10]              |   |      |            |                                        |                                        |                            |                            |   |   |        |        |        |        |        |  |
|  | 4           | Y Bhambri R Haase              | 6                              | 4           | [10]        |  |  |                  |                                |                                |                   |                   |   |      |            | V Kirkov S Korda                       | 7                                      | 3                          | [7]                        |   |   |        |        |        |        |        |  |
|  |             | T Macháč Z Zhang               | T Macháč Z Zhang               | 6           | 6           |  |  |                  |                                |                                | T Macháč Z Zhang  | 62                | 6 | [10] |            |                                        |                                        |                            |                            |   |   |        |        |        |        |        |  |
|  |             | C Frantzen H Jebens            | C Frantzen H Jebens            | 4           | 3           |  |  |                  | T Macháč Z Zhang               | 6                              | 3                 | [10]              |   |      |            |                                        |                                        |                            |                            |   |   |        |        |        |        |        |  |
|  | WC          | P-H Herbert G Jacq             | P-H Herbert G Jacq             | 2           | 3           |  |  | 2                | H Heliövaara J Peers           | 4                              | 6                 | [6]               |   |      |            |                                        |                                        |                            |                            |   |   |        |        |        |        |        |  |
|  | 2           | H Heliövaara J Peers           | H Heliövaara J Peers           | 6           | 6           |  |  |                  |                                |                                |                   |                   |   |      |            |                                        |                                        |                            |                            |   |   |        |        |        |        |        |  |